# Amtoudi
Amtoudi oder Amtdi (manchmal auch Id Aïssa genannt; Zentralatlas-Tamazight ⴰⵎⵟⴹⵉ Amṭḍi) ist ein kleines unbewehrtes Berberdorf (douar) mit etwa 500 bzw. eine Landgemeinde (commune rurale) mit knapp 1100 Einwohnern im südwestlichen Anti-Atlas in der Provinz Guelmim in der Region Guelmim-Oued Noun in Marokko.

## Lage Und Klima
Amtoudi liegt ungefähr 235 km (Fahrtstrecke) südöstlich der Stadt Agadir bzw. gut 36 km nordöstlich des Städtchens Taghjijt in einem canyonartigen Flusstal der südwestlichen Ausläufer des Anti-Atlas-Gebirges in einer Höhe von ca. 800 bis 950 m. Amtoudi ist von Agadir auf der Nationalstraße N1, ab Bouizakarne dann in östlicher Richtung über die N12 und östlich von Taghjijt über eine in nordöstliche Richtung führende asphaltierte Stichstraße erreichbar. Das Klima ist meist trocken und warm; Regen (ca. 100–150 mm/Jahr) fällt überwiegend im Winterhalbjahr.

## Bevölkerung und Wirtschaft
| Jahr      | 1994 | 2004 | 2014 | 2024 |
| Einwohner | 1739 | 1768 | 1472 | 1137 |

Die Bevölkerung besteht nahezu vollständig aus Angehörigen des Berberstammes der Id Aïssa. Die nicht in die Städte des Nordens abgewanderten Einwohner des Ortes leben – weitgehend nach den Prinzipien der Selbstversorgung – von den Erträgen der kleinen landwirtschaftlich nutzbaren Parzellen, auf denen Gerste, Weizen und Gemüse angebaut wird. Das verbliebene Vieh (Schafe, Ziegen, Hühner) muss in Ställen oder Pferchen gehalten werden; tagsüber wird es von den etwa 10 bis 15 Jahre alten Kindern geweidet.

## Geschichte
Amtoudi hat zu keiner Zeit in der marokkanischen Geschichte Erwähnung gefunden. Doch für die hier ansässige Bevölkerung muss der Ort eine wichtige Rolle gespielt haben, denn nur jeweils etwa einen Kilometer vom Ortszentrum entfernt befinden sich zwei der eindrucksvollsten Agadire (Speicherburgen) Marokkos. Beide liegen in grandioser Lage auf hohen Felsvorsprüngen, durch welche sie auf drei Seiten vor Angriffen geschützt sind.

## Agadire
Aufgrund ihrer Anpassung an die Geländeform gehören die beiden Agadire von Amtoudi – wie auch der Agadir Tasguent – zu den wenigen Bauten dieser Art mit geschwungenen oder abgerundeten Außenmauern.

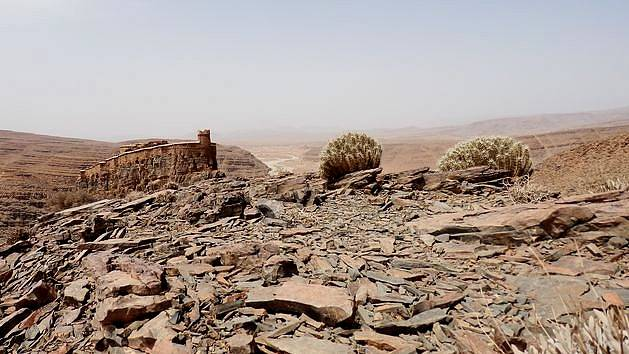
Amtoudi – Agadir Id Aïssa

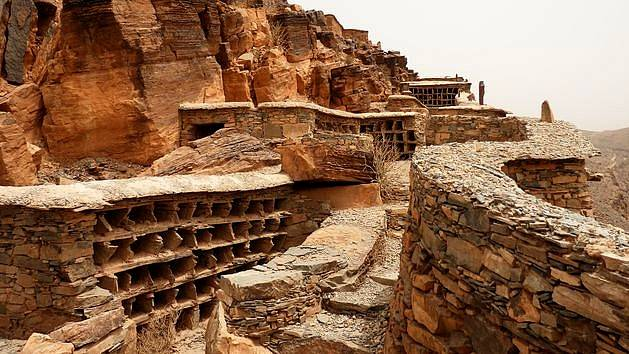
Amtoudi – Agadir Id Aïssa, Bienenstöcke

### Agadir Id Aïssa
Der Agadir Id Aïssa – ein in dieser Region ungewöhnlicher „Hofagadir“, dessen Alter auf ca. 800 Jahre geschätzt wird – ist der größere der beiden und bietet je nach Blickwinkel völlig andere Ansichten: Die Zugangsseite ist burgartig befestigt; die Talseite ist breit gelagert und von zwei niedrigen Ecktürmen flankiert, die sich harmonisch der umgebenden Felslandschaft anpassen. Ein ohne Verwendung von Mörtel aus größeren und kleineren Steinplatten zusammengefügter Mauerring, in welchen diverse Speicherkammern von unterschiedlicher Größe eingelassen sind, umfasst die Bergspitze und ein felsiges Gebiet von ca. 2500 m². Bei Übergriffen anderer Stämme oder umherziehender Viehnomaden konnte die Dorfbevölkerung mit ihrem Vieh hier für ein paar Tage Schutz finden. Nahrung gab es in ausreichendem Maße, denn in den Speicherkammern waren diverse Nahrungsmittel (Gerste, Mandeln, Öl, Datteln, getrocknete Feigen etc.) deponiert; Regenwasser wurde in Zisternen aufgefangen und gespeichert. Drei aus kleinen Steinplatten zusammengesetzte Zellenstrukturen dienten zur Aufnahme von Bienenstöcken.

### Agadir Agellouy

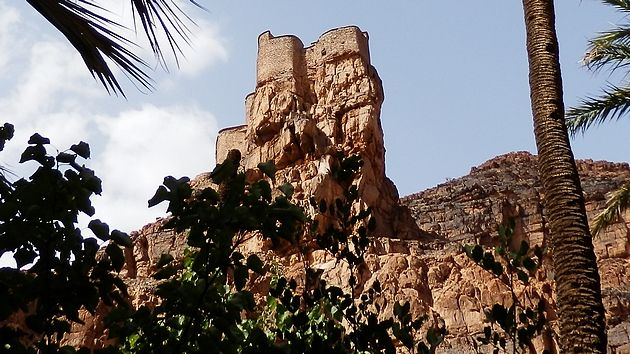
Amtoudi – Agadir Agellouy

Der Agadir Agellouy ist ein größtenteils überdachter „Zellenagadir“ mit einem ungefähren Alter von 500 Jahren und schwebt auf einem Felsvorsprung hoch über dem meist ausgetrockneten Flusstal. In seinem Inneren befinden sich diverse – in mehreren Ebenen angeordnete – Speicherkammern, die über ins Mauerwerk eingelassene Trittsteine erreichbar sind.

## Bewässerung
Entlang des meist trockenen Flusses, der aber nach heftigen oder langanhaltenden Regenfällen durchaus Teile des Ortes überschwemmen kann, verläuft ein kleiner – heutzutage betonierter – Bewässerungskanal, der aus weiter oberhalb befindlichen und von Felsen eingefassten natürlichen Wasserbecken (gueltas) gespeist wird. Dieser Bewässerungskanal sicherte über Jahrhunderte hinweg die Wasserversorgung der Dorfbewohner wie auch die Bewässerung der Felder und eines kleinen Dattelpalmenhains.

## Felszeichnungen

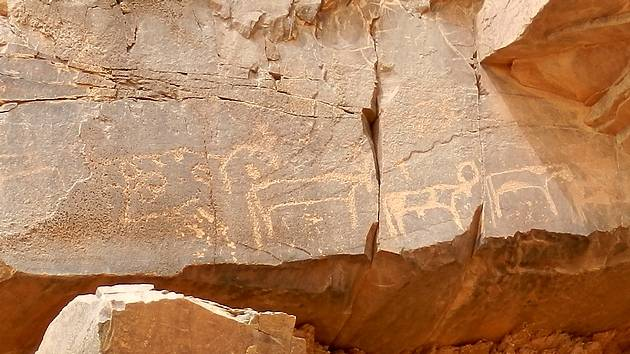
Amtoudi – Felsgravuren

In der Umgebung des Ortes befinden sich mehrere und zum Teil sehr alte Petroglyphen. Die vielleicht ältesten (ca. 5000 Jahre) zeigen Giraffen, Antilopen und andere schwer identifizierbare Wildtiere, die damals noch in der Umgebung gelebt haben müssen und von umherziehenden Jägern und Sammlern, später dann auch von Nomaden gejagt und letztlich ausgerottet wurden. Eine der Felszeichnungen zeigt einen recht realistisch anmutenden Elefanten, wie sie auch noch in punisch-römischer Zeit in einigen Gegenden des Maghreb vorkamen.